# Lathropus rhabdophloeoides
Lathropus rhabdophloeoides – gatunek chrząszcza z rodziny Laemophloeidae.
Gatunek ten opisany został po raz pierwszy w 2010 roku przez Michaela C. Thomasa na łamach „Insecta Mundi”. Jako lokalizację typową wskazano Uncle Charlie’s Blue Hole na wyspie Andros w archipelagu Bahamów. Epitet gatunkowy nawiązuje do podobieństwa omawianego gatunku do rodzaju Rhabdophloeus.
Chrząszcz o ciele długości między 1,2 a 1,8 mm, podługowato-owalnym, ubarwionym ciemnordzawo z jaśniejszymi narządami gębowymi. Głowa 1,8 raza szersza niż dłuższa, o bardzo grubej rzeźbie, lekko sklepionych oczach oraz ku przodowi wyciągniętym i na szczycie wykrojonym nadustku. Czułki mają nóżkę mniej więcej tak długą jak trzonek, ale węższą, natomiast człony od trzeciego do ósmego kwadratowe i mniej więcej równych długości. Człon dziesiąty jest krótszy niż jedenasty, a człony dziewiąty i dziesiąty są szersze i dłuższe od członów biczyka nie wchodzących w skład buławki. 1,4 raza szersze niż dłuższe, najszersze w tylnej ⅓, przedplecze ma bardzo grubą rzeźbę w postaci zmarszczek i areolek, tylną krawędź szerszą niż przednią, kąty przednie rozwarte i niewystające, kąty tylne prawie proste i niewystające, krawędzie boczne z czterema parami szerokich, zaokrąglonych ząbków (niekiedy bardzo słabo zaznaczonych), a podłużne rowki na bokach sinusoidalne i wyodrębnione mocno rozwiniętymi żeberkami. Na głowie i przedpleczu występują rozdwojone szczecinki. Nieco ponadpółtorakrotnie dłuższe niż razem szerokie, najszersze w pobliżu środka długości pokrywy mają skórzastą mikrorzeźbę i szeroko rozpłaszczone obrzeżenia.
Owad neotropikalny, znany z Florydy, Bahamów, Kuby, Haiti i Wysp Dziewiczych Stanów Zjednoczonych.